# حوزه انتخابیه سوم نبراسکا
حوزه انتخابیه سوم نبراسکا یک حوزه انتخابیه مجلس نمایندگان آمریکا است که در ایالت نبراسکا قرار دارد.